# Дурневка
Дурневка — деревня в Великолукском районе Псковской области России. Входит в состав сельского поселения «Пореченская волость».
Расположена в центре волости, на северном побережье Занюсского озера (северном плесе озера Нюссо), в 40 км к югу от райцентра Великие Луки и в 9 км к юго-востоку от волостного центра Поречье.

## Население
Численность населения деревни по состоянию на 2000 год составляла 1 житель, на 2010 год — 1 житель.

## История
До 2005 года деревня входила в состав ныне упразднённой Урицкой волости.